# Richard Peralta
Richard Amed Peralta Robledo (* 20. September 1993 in Panama-Stadt) ist ein panamaischer Fußballspieler.

## Karriere

### Klub
Er spielte 2008 in der Jugend von Atlético Chiriquí. Ab mindestens der Saison 2010/11 war er Teil der Mannschaft des Alianza FC.  Zur Rückrunde der Saison 2016/17 bis Ende des Jahres wurde er zum Tauro FC verliehen. Nach seiner Rückkehr war er bis zum Ende der Spielzeit 2018/19 bei Alianza und wechselte für die darauffolgende Saison zum CD Universitario. Seit August 2020 ist er wieder beim Tauro FC aktiv.

### Nationalmannschaft
Nachdem er Teil des Kaders bei der U-20-Weltmeisterschaft 2013 war, jedoch da keinen Einsatz bekam, bestritt er am 7. August 2014 bei einer 0:3-Freundschaftsspielniederlage gegen Peru seinen ersten Einsatz für die A-Nationalmannschaft. Hier wurde er zur zweiten Halbzeit für Juan de Gracia eingewechselt. Über die kommenden Jahre kam er ein paar Mal bei Freundschaftsspielen zum Einsatz. Für die Weltmeisterschaft 2018 stand er im vorläufigen Kader, wurde jedoch nicht berücksichtigt und gehörte bis heute keinem Turnierkader an.